# Anthony Boucher
Anthony Boucher (Oakland, Californië, 21 augustus 1911 - aldaar, 29 april 1968) was een Amerikaans sciencefictionredacteur en schrijver van mysterynovels en korte verhalen. Vooral als redacteur was hij invloedrijk.
Boucher was het pseudoniem van William Anthony Parker White. Hij studeerde af aan de Universiteit van Californië - Berkeley. Hij werd bewonderd voor zijn mystery fictie, maar zijn redactiewerk, SF-bloemlezingen en zijn jarenlange mystery recensies voor de New York Times worden van groter belang geacht. Hij was de eerste Engelstalige vertaler van Jorge Luis Borges, van wie hij "El jardín de senderos que se bifurcan" vertaalde voor Ellery Queen's Mystery Magazine. Hij was een van de oprichters van de Mystery Writers of America in 1946. 
Boucher was redacteur van The Magazine of Fantasy & Science Fiction vanaf de start van het tijdschrift in 1949 tot aan 1958. Cruciaal was zijn inspanning om literaire kwaliteit een belangrijk aspect van SF te maken. Het tijdschrift won onder zijn hoede in 1958 en 1959 de Hugo Award voor beste professionele tijdschrift.
Anthony Boucher stierf aan longkanker op 29 april 1968 in zijn geboortestad Oakland.
De jaarlijkse bijeenkomst van makers en liefhebbers van mystery en detective fictie, Anthony Boucher Memorial World Mystery Convention (Bouchercon), werd ter nagedachtenis naar hem vernoemd.

## Gedeeltelijke bibliografie
Mystery romans
- The Case of the Seven of Calvary (1937)
- The Case of the Crumpled Knave (1939)
- The Case of the Baker Street Irregulars (1940)
- Nine Times Nine (als H.H. Holmes) (1940)
- The Case of the Solid Key (1941)
- Rocket to the Morgue (als H.H. Holmes) (1942)
- The Case of the Seven Sneezes (1942)

Verhalenbundels
- Exeunt Murderers (1983) (mysteries)
- The Compleat Boucher (1999) (fantasy en SF)